# Gare de Burie
La gare de Burie est une gare ferroviaire ouverte en 1896 et fermée en 1950 située sur la ligne de Saint-Jean-d'Angély à Cognac. Elle devient en 1915, terminus de la ligne reliant Saintes à Burie. 
C'est la gare la plus fréquentée des quatre qu'ait connu la commune de Burie (Burie possédait en outre deux arrêts sur la ligne Burie - Saintes : Le Treuil et Chez Bluteau et un autre arrêt sur la ligne de Cognac à Matha : Le Défend). 

## Situation ferroviaire
La gare de Burie est en 1896 une simple gare intermédiaire sur la ligne de Cognac à Saint-Jean-d'Angély située au point kilométrique (PK) 30,6.
En 1915, la ligne de Saintes à Burie ouvre, Burie devient alors terminus de cette ligne, située au PK 21,2 de la ligne. La gare de Burie devient donc une gare de bifurcation, même si théoriquement, les trains de voyageurs ne changeaient pas de ligne au contraire des trains marchandises. 
La gare est située entre les arrêts du Défend (s'intercalait peut-être la gare de Malbeteau, mais aucun document ne permet de l'affirmer si ce n'est la mention « Ancienne gare de Malbeteau » au niveau du passage à niveau de Malbeteau) et de Peuyon.
Sur la ligne allant vers Saintes, l'arrêt suivant est la halte du Treuil.

## Histoire
En 1896, la ligne de Cognac à Saint-Jean-d'Angély ouvre, une gare dessert donc Burie, c'est à cette époque la seule gare sur la commune, qui comptera jusqu'à 4 arrêts sur la commune entre 1938 et 1950. A son ouverture, la gare de Burie dessert, selon les estimations un bassin de population de 4049 habitants.
En 1915, la ligne de Saintes à Burie ouvre, Burie devient alors un terminus, De ce fait, une remise de locomotive est construite permettant le stationnement d'une locomotive. Un réservoir d'eau est également présent pour permettre le ravitaillement des locomotives.
Finalement, la gare ferme définitivement le 31 décembre 1950 date de fermeture des deux lignes desservant la gare. 

## Service des voyageurs

### Accueil
La gare disposait d'un guichet permettant la vente de billets. Les bagages étaient pris en charge par le personnel de la gare. 

### Desserte
La gare était desservie par les trains effectuant des liaisons entre Cognac et Saint-Jean-d'Angély et des trains à destination de Saintes.
La gare était également ouverte au trafic marchandise.

## État actuel
Le bâtiment voyageur est aujourd'hui devenue une résidence privée. Le réservoir d'eau est toujours présent tout comme la remise de locomotive, cette dernière est cependant dans un état de délabrement.